# No Dirty Names
No Dirty Names è un album discografico del musicista folk statunitense Dave Van Ronk, pubblicato nel 1966.

## Il disco
Il disco contiene la prima incisione su nastro del brano di Bob Dylan The Old Man.
Scrivendo sul sito AllMusic, il critico Richie Unterberger disse che l'album "anche se certamente uno dei meno conosciuti dei primi lavori di Dave Van Ronk (nessuno dei quali fu mai un successo commerciale), è sicuramente anche uno dei suoi migliori". Aggiungendo poi: "anche se non radicalmente differente dalla maggior parte dei suoi dischi folk-blues d'inizio carriera, qui è presente una maggior varietà di arrangiamenti e di repertorio, con la solita ruggente voce di Van Ronk a completare il tutto".

## Tracce
1. One Meatball (Josh White) – 3:04
2. One of These Days (Mose Allison) – 2:55
3. Song of the Wandering Aengus (testo di William Butler Yeats, musica di Judy Collins) – 5:25
4. Keep It Clean (Charley Jordan) – 2:27
5. Zen Koans Gonna Rise Again (Dave Van Ronk) – 3:39
6. Freddie (Mance Lipscomb) – 2:05
7. Statesboro Blues (Blind Willie McTell) – 2:12
8. Midnight Hour Blues (Leroy Carr) – 4:55
9. Bout a Spoonful (Gary Davis) – 2:18
10. Mean World Blues (Niela Horn) – 2:19
11. Blues Chante (Dizzy Gillespie) – 2:40
12. The Old Man (Bob Dylan) – 1:33
13. Alabama Song (Bertold Brecht, Kurt Weill, arr. Dave Van Ronk) – 5:19

## Formazione
- Dave Van Ronk – voce, chitarra
- Dave Woods – chitarra
- Chuck Israels – basso
- Barry Kornfield – organo
- Terry Van Ronk – urla
- John Court – urla
- Val Valentin – ingegnere del suono
- Jack Anesh – copertina
- Charles Stewart – foto di copertina
- Jerry Schoenbaum – supervisione produzione